# Brylluppet mellem kronprins Frederik og Mary Donaldson
Brylluppet mellem Kronprins Frederik af Danmark og Mary Donaldson (senere Kong Frederik 10. og Dronning Mary) fandt sted den 14. maj 2004 i Københavns Domkirke.

## Møde og forlovelse
Kronprins Frederik og Mary Elizabeth Donaldson mødte hinanden den 16. september 2000 på ’Slip Inn’, en bar, på Sussex Street i Sydney, Australien under De Olympiske Lege. Kronprinsen var på baren med sin bror, Prins Joachim, sin fætter Prins Nikolaos af Grækenland, (daværende) Kronprins Felipe af Spanien, og Prinsesse Märtha Louise af Norge. Felipe kendte Marys rumbo, som inviterede Mary. Donaldson og Frederik mødtes efterfølgende flere gange i løbet af OL-perioden og indledte herefter et langdistanceforhold, hvor Frederik flere gange foretog rejser til Sydney. Grundet parrets store hemmeligholdelse af forholdet fandt den danske presse først frem til Donaldson i begyndelsen af november 2001. Donaldson mødte for første gang Dronning Margrethe og prins Henrik i foråret 2002 og hun flyttede i juni 2002 til København. Parret optrådte til flere private sammenkomster i Danmark i løbet af sommeren 2002, og et kys mellem dem blev foreviget af den danske presse på Sandy Bay i Hobart samme sommer.
Den 8. oktober 2003 gav Dronning Margrethe sin velsignelse til et ægteskab mellem kronprinsen og Mary Donaldson under et statsråd. Kronprinsen havde friet til Donaldson og givet hende en forlovelsesring med en smaragd-slebet diamant omkranset af to smaragd-slebne rubin-baguetter, med farver svarende til det danske flag. Parret annoncerede deres forlovelse ved et pressemøde den 8. oktober 2003 på Fredensborg Slot og annonceringen blev efterfulgt af en statsrådsmiddag.

## Vielsen
Vielsen mellem kronprins Frederik og Mary Donaldson blev afholdt den 14. maj 2004 kl. 16 i Københavns Domkirke, Vor Frue Kirke, ved Københavns biskop og kongelig konfessionarius Erik Norman Svendsen. Vielsen blev efterfulgt af bryllupsfest på Fredensborg Slot. Marys søstre Jane Stephens og Patricia Bailey og Marys veninde Amber Petty var brudepiger, mens Frederiks bror Prins Joachim var forlover. Marys niecer Erin og Kate Stephens og Madisson Woods var blomsterpiger, og Frederiks nevø Prins Nikolai og grev Richard von Pfeil und Klein-Ellguth var brudesvende. 
Mary bar en brudekjole designet af den danske modedesigner Uffe Frank med et slør først brugt af kronprinsesse Margareta af Sverige, og derefter af hendes datter Dronning Ingrid. Sløret, der var fremstillet af irske blonder, blev senere båret af Ingrids døtre Dronning Margrethe 2., Prinsesse Benedikte og Dronning Anne-Marie. Mary var dermed den første og eneste ikke-kongeligt-født til at bære sløret. Marys bryllupstiara var en gave fra Dronning Margrethe og Prins Henrik.

### Buket
Brudens buket var sammensat af danske og australske blomster af blomsterdekorator Erik Buch og bestod af hvide roser, historiske roser, duftranker, hængende acmea, ranker fra pletter i luften, lathyrus, rododendron, azelea, mjødurt, grønne gloriosa, orangeblomster, australsk eukalyptus, sne-eukalyptus, skævblad, og for at følge svensk tradition som blev indført i den danske kongelige familie af den svensk-fødte Dronning Ingrid, en kvist myrte. Mary overlod efter vielsen brudebuketten til sin moster, Catherine Murray, som bragte den med hjem til Skotland og lagde den på Marys mor, Henrietta Donaldsons grav.

## Gæster

### Den danske kongefamilie
- Dronningen og Prinsgemalen,[18] brudgommens forældre
  - Prins Joachim og Prinsesse Alexandra,[18] brudgommens bror og svigerinde
    - Prins Nikolai,[18] brudgommens gudsøn og nevø
- Prinsesse Benedikte og Prins Richard til Sayn-Wittgenstein-Berleburg,[18] brudgommens moster og onkel
  - Prins Gustav til Sayn-Wittgenstein-Berleburg,[18] brudgommens fætter
  - Prinsesse Alexandra til Sayn-Wittgenstein-Berleburg og Jefferson-Friedrich Volker Benjamin Graf von Pfeil und Klein-Ellguth,[18] brudgommens kusine og hendes mand
    - Richard von Pfeil und Klein-Ellguth,[18] brudgommens kusines søn

  - Prinsesse Nathalie til Sayn-Wittgenstein-Berleburg,[18] brudgommens kusine
- Dronning Anne-Marie og Kong Konstantin 2. af Grækenland,[18] brudgommens moster og onkel
  - Prinsesse Alexia af Grækenland og Carlos Morales,[18] brudgommens kusine og hendes mand
  - Kronprins Pavlos og Kronprinsesse Marie-Chantal af Grækenland, [18] brudgommens fætter og hans hustru
  - Prins Nikolaos af Grækenland,[18] brudgommens fætter
  - Prinsesse Theodora af Grækenland,[18] brudgommens kusine
  - Prins Philippos af Grækenland,[18] brudgommens fætter
- Prinsesse Elisabeth,[18] brudgommens mors kusine

### Monpezat familien
- Françoise Bardin, gommens faster
- Comte Étienne Laborde de Monpezat, gommens farbror
- Comte Jean-Baptiste Laborde de Monpezat, gommens farbror
- Maureville Beauvillain, gommens faster

### Donaldson familien
- John Donaldson og Susan Elizabeth Donaldson, brudens far og stedmor
  - Jane Stephens og Craig Stephens, brudens søster og svorger
  - Patricia Bailey og Scott Bailey, brudens søster og svorger
  - John Donaldson og Leanne Donaldson, brudens bror og svigerinde
- Peter Donaldson, brudens farbror
- John Pugh, brudens morbror
- Margaret Cunningham, brudens grandtante

### Kongelige fra regerende dynastier
- Kongen og Dronningen af Sverige
  - Kronprinsesse Victoria af Sverige
  - Prins Carl Philip af Sverige
  - Prinsesse Madeleine af Sverige
- Dronnigen af Spanien
  - Hertuginden og Hertugen af Lugo
  - Hertuginden og Hertugen af Palma de Mallorca
  - Fyrsten af Asturien og hans forlovede Letizia Ortiz
- Dronningen af Nederlandene
  - Fyrsten af Oranien og Máxima af Nederlandene
  - Prins Constantijn og Prinsesse Laurentien af Nederlandene
- Kongen og Dronningen af Norge
  - Prinsesse Märtha Louise af Norge og Ari Behn
  - Kronprins Haakon Magnus af Norge og Kronprinsesse Mette-Marit af Norge
- Kongen og Dronningen af Belgien
  - Hertugen af Brabant og Hertuginden af Brabant
  - Ærkehertuginden af Østrig-Este og Ærkehertugen af Østrig-Este
  - Prins Laurent af Belgien og Prinsesse Claire af Belgien
- Storhertugen og Storhertuginden af Luxembourg
  - Arvestorhertug Guillaume af Luxembourg
  - Prins Guillaume af Luxembourg
- Kronprinsen af Japan
- Arveprinsen af Monaco
- Prins Ernst August af Hannover og Prinsesse Caroline af Hannover
- Prins Edward, Jarl af Wessex og Sophie, Grevinde af Wessex
- Prins Wenzeslaus af Liechtenstein

### Kongelige fra tidligere regerende dynastier
- Aga Khan 4.[18]

Begge Sicilier
- Hertugen af Castro og Hertuginden af Castro[18]

Bulgarien
- Fyrsten af Tarnovo og Fyrstinden af Tarnovo[18]

Hessen
- Prins Philipp af Hessen[18]

Hohenlohe-Langenburg
- Prinsesse Xenia af Hohenlohe-Langenburg[18]

Iran
- Farah Pahlavi, forhen Kejserinde af Iran[18]

Italien
- Prins Vittorio Emanuele, Fyrste af Napoli og Prinsesse Marina, Fyrstinde af Napoli[18]

Jugoslavien
- Kronprins Alexander af Jugoslavien og Kronprinsesse Katarina af Jugoslavien[18]

Portugal
- Duarte Pio, hertug af Braganza og Isabel, hertuginde af Braganza[18]

Rusland
- Prins Dmitrij Romanov og Prinsesse Dorrit Romanov[18]

Schaumburg-Lippe
- Prins Wilhelm og Prinsesse Ilona af Schaumburg-Lippe[18]
  - Prinsesse Desirée af Schaumburg-Lippe og Hofjægermester Michael Iuel[18]
- Prinsesse Eleonore-Christine af Schaumburg-Lippe[18]

Tyskland
- Prins Georg Friedrich af Preussen[18]

Østrig
- Francesca Habsburg-Lothringen[18]